# Friedrich Köck
Friedrich Köck (* 5. Februar 1898 in Wien, Österreich-Ungarn; † März 1982) war ein österreichischer Fußball-Nationalspieler. Der Flügelstürmer spielte in der Liga für den WAC und die Amateure.

## Karriere
Friedrich Köck wurde 1913 Mittelschulmeister mit dem Schüttler Realgymnasium und kam bald daraufhin noch als Sechzehnjähriger in der ersten Kriegsmeisterschaft 1914/15 für den WAC in der Ersten Klasse zum Einsatz, die er siegreich mit dem Klub abschloss. Vor seiner Einberufung kam der junge Spieler zudem am 1. Oktober 1916 bei einem 3:2-Sieg gegen Ungarn in Budapest an der Seite von Klubkollege Johann Studnicka zu seinem Länderspieldebüt. Nach Kriegsende wurde Friedrich Köck einer der bedeutendsten Spieler beim WAC, wo er mit Josef Wana und Karl Dürschmied den Innensturm bildete.
Nach nur einer Saison wurde er allerdings 1920/21 vom aufstrebenden Wiener Amateur-SV abgeworben wo er die folgenden drei Jahre Stammspieler als Flügelstürmer mit Partner Ferdl Swatosch war. Bereits sein Einstand 1920 mit vier Toren bei einem 5:1 gegen Wacker in seinem ersten Ligaspiel war mustergültig gewesen. Ausgerechnet in seinem 50. Ligaspiel im violetten Dress verletzte er sich gegen die Vienna 1923 schwer, was seine Karriere praktisch beendete.
Mit den Veilchen konnte er 1921 den ÖFB-Cup gewinnen und verpasste seine zweite Meisterschaft als Zweiter 1921 und 1923 jeweils nur knapp. Kálmán Konrád und Franz Hansl waren dieser Tage die Topscorer der Mannschaft und Liga gewesen. Bis zu seiner Verletzung kam Friedrich Köck nach Kriegsende auch zu sechs weiteren Länderspielen, wobei in Mailand beim 3:3 gegen Italien auch ein Tor gelang. Weitere Höhepunkte waren mit einem 2:1 ein weiterer Auswärtssieg in Budapest sowie das 7:1 gegen die Schweiz.

## Erfolge
- 1 × Österreichischer Meister: 1915
- 2 × Österreichischer Vizemeister: 1921, 1923
- 1 × Österreichischer Cupsieger: 1921
- 1 × Österreichischer Cupfinalist: 1922

- 7 Spiele und 1 Tor für die österreichische Fußballnationalmannschaft von 1916 bis 1922

| Personendaten    | Personendaten                            |
| ---------------- | ---------------------------------------- |
| NAME             | Köck, Friedrich                          |
| KURZBESCHREIBUNG | österreichischer Fußball-Nationalspieler |
| GEBURTSDATUM     | 5. Februar 1898                          |
| GEBURTSORT       | Wien                                     |
| STERBEDATUM      | März 1982                                |